# Seznam výzbroje slovinské armády
Seznam výzbroje slovinské armády je seznam vojenského vybavení Slovinské armády. 

## Pěchotní zbraně
| Název                          | Fotografie | Původ     | Určení                  | Verze             | Poznámky                                       |
| Pistole                        | Pistole    | Pistole   | Pistole                 | Pistole           |                                                |
| ------------------------------ | ---------- | --------- | ----------------------- | ----------------- | ---------------------------------------------- |
| Beretta 92                     |            | Itálie    | poloautomatická pistole | Beretta 92FS      | standardní pistole                             |
| SIG Sauer P226                 |            | Švýcarsko | poloautomatická pistole |                   | ve výzbroji speciálních sil                    |
| Pistol Rex Zero-1 S FDE        |            | Slovinsko | poloautomatická pistole |                   | ve výzbroji speciálních sil                    |
| Útočné pušky                   |            |           |                         |                   |                                                |
| FN F2000                       |            | Belgie    | útočná puška            | FN F2000 S        | standardní útočná puška                        |
| FN SCAR                        |            | Belgie    | útočná puška            | SCAR H            | ve výzbroji speciálních sil                    |
| Samopaly                       |            |           |                         |                   |                                                |
| Heckler & Koch MP5             |            | Německo   | samopal                 | MP5A5             | ve výzbroji speciálních sil a vojenské policie |
| Odstřelovací pušky             |            |           |                         |                   |                                                |
| Steyr SSG 69                   |            | Rakousko  | odstřelovací puška      |                   |                                                |
| PGM Hécate II                  |            | Francie   | velkorážní puška        | 12.7×99mm NATO    |                                                |
| PGM 338                        |            | Francie   | odstřelovací puška      | .338 Lapua Magnum |                                                |
| PGM Ultima Ratio               |            | Francie   | odstřelovací puška      |                   |                                                |
| Sako TRG                       |            | Finsko    | odstřelovací puška      |                   |                                                |
| Brokovnice                     |            |           |                         |                   |                                                |
| Benelli M4                     |            | Itálie    | brokovnice              |                   |                                                |
| Kulomety a granátomety         |            |           |                         |                   |                                                |
| FN MAG                         |            | Belgie    | lehký kulomet           |                   |                                                |
| FN MINIMI                      |            | Belgie    | lehký kulomet           |                   |                                                |
| M2 Browning                    |            | USA       | těžký kulomet           | M2HB QCB          |                                                |
| Heckler & Koch GMG             |            | Německo   | granátomet              |                   |                                                |
| Pancéřovky a bezzákluzová děla |            |           |                         |                   |                                                |
| Carl Gustav                    |            | Švédsko   | pancéřovka/tarasnice    | M4                |                                                |
| MATADOR                        |            | Německo   | bezzákluzové dělo       |                   |                                                |
| Protitankové řízené střely     |            |           |                         |                   |                                                |
| Spike                          |            | Izrael    | PTŘS                    | MR, LR            |                                                |
| MANPADS                        |            |           |                         |                   |                                                |
| Igla                           |            | Rusko     | MANPADS                 | Igla-S            |                                                |

## Dělostřelectvo
| Zbraňový systém       | Fotografie            | Původ                 | Určení                | Verze                 | Počet                 | Poznámky              |
| Dělostřelecké systémy | Dělostřelecké systémy | Dělostřelecké systémy | Dělostřelecké systémy | Dělostřelecké systémy | Dělostřelecké systémy | Dělostřelecké systémy |
| --------------------- | --------------------- | --------------------- | --------------------- | --------------------- | --------------------- | --------------------- |
| M-71                  |                       | Izrael                | houfnice              |                       | 18                    |                       |
| Soltam K6             |                       | Izrael                | minomet               |                       | 50                    |                       |

## Obrněná vozidla
| Vozidlo                | Fotografie             | Původ                  | Určení                        | Verze                  | Počet                  | Poznámky |
| Bojová vozidla pěchoty | Bojová vozidla pěchoty | Bojová vozidla pěchoty | Bojová vozidla pěchoty        | Bojová vozidla pěchoty | Bojová vozidla pěchoty | Bojová vozidla pěchoty |
| ---------------------- | ---------------------- | ---------------------- | ----------------------------- | ---------------------- | ---------------------- | --- |
| GTK Boxer              |                        | Německo                | kolové bojové vozidlo pěchoty |                        | 0 (+45)                | Objednány v roce 2022. |
| Obrněné transportéry   |                        |                        |                               |                        |                        | |
| SKOV Svarun            |                        | Finsko                 | obrněný transportér           |                        | 30                     | |
| Valuk                  |                        | Rakousko               | obrněný transportér           |                        | 85                     | Na jaře 2023 20 kusů předáno Ukrajině na pomoc proti ruské agresi.                                                               |
| Lehká obrněná vozidla  |                        |                        |                               |                        |                        | |
| JLTV                   |                        | USA                    | lehké obrněné vozidlo         |                        | 38 (+37)               | Ve službě nahradila starší HMMWV. Jsou vyzbrojeny kulometem M2 a PTŘS Spike. Do roku 2024 plánuje Slovinsko odebrat 152 vozidel. |
| Otokar Cobra           |                        | Turecko                | lehké obrněné vozidlo         |                        | 10                     | Používána jako vozidla jednotek obrany před ZHN.                                                                                 |
| MRAP                   |                        |                        |                               |                        |                        | |
| Cougar                 |                        | USA                    | MRAP                          | JERRV                  | 7                      | |
| Speciání tanky         |                        |                        |                               |                        |                        | |
| VT-55                  |                        | Československo         | vyprošťovací tank             |                        | 2                      | |
| JVBT-55                |                        | Československo         | vyprošťovací tank             |                        | 7                      | |
| MT-55                  |                        | Československo         | mostní tank                   |                        | 4                      | |

## Automobilová technika
| Typ                   | Fotografie | Původ   | Určení                   | Verze | Počet | Poznámky |
| --------------------- | ---------- | ------- | ------------------------ | ----- | ----- | -------- |
| Mercedes-Benz třídy G |            | Německo | osobní terénní automobil |       | ?     |          |
| Unimog                |            | Německo | nákladní automobil       |       | ?     |          |